# (6041) Juterkilian
(6041) Juterkilian (1990 KL) – planetoida z grupy przecinających orbitę Marsa okrążająca Słońce w ciągu 3,82 lat w średniej odległości 2,44 j.a. Odkryta 21 maja 1990 roku.